# Акант
Акант је српски стрипски серијал чији је стваралац сценариста и цртач Радивој Богичевић. Изворно је објављиван од 1964. до 1969. у облику свезака у едицијама Никад робом и Цртана школа, у продукцији и издању горњомилановачког издавача „Дечје новине“.
Тема стрипа су Стари Словени у раном средњем веку, а припада жанру историјске пустоловине. „Акант“ је својевремено био један од најомиљенијих стрипова српске и југословенске публике.

## Стрипографија
1. Отмица, „Никад робом“ бр. 12, 1964.
2. Кублај–кан, „Никад робом“ бр. 22, 1965.
3. Ратник Огатај, „Никад робом“ бр. 27, 1965.
4. Амадока, „Никад робом“ бр. 39, 1966.
5. Над понором, „Никад робом“ бр. 59, 1966.
6. Проклети Барабаш, „Никад робом“ бр. 75, 1966.
7. Рилејска гора, „Никад робом“ бр. 102, 1967.
8. Сукоб у стени, „Никад робом“ бр. 116, 1967.
9. Хитомаро, „Никад робом“ бр. 141, 1968.
10. Ослобођена заробљеница, „Никад робом“ бр. 169, 1968.
11. Детињство, „Никад робом“ бр. 181, 1968.
12. Отмица, „Никад робом“ бр. 188, 1969.
13. Обрачун крај реке, „Никад робом“ бр. 195, 1969.
14. Повратак, „Никад робом“ бр. 200, 1969.
15. Уцена, „Цртана школа“ бр. 3, 1969.

Неке епизоде су 1980-их прештампане у „Ју стрипу“ (бр. 36, 38, 46, 59 и 60).